# Sigrid Svendsdatter
Sigrid Svendsdatter (morte après 1066) est une princesse danoise fille illégitime du roi 
Sven II de Danemark.

## Biographie
Sigrid est l'épouse du prince des Abodrites Gottschalk (mort en 1066), qui exilé était entré au service de Knut le Grand dès 1029 en l'accompagnant en Angleterre et qui avec l'appui de son beau-père réussit à reconquérir sa principauté en 1043. Il semble que leur union a été conclue à cette occasion. Elle est la mère d'Henrik Gottskalksøn. En 1066, son époux est déposé et tué lors d'un rébellion des païens. Sigrid et ses suivantes sont capturées à Mecklembourg, et selon Adam de Brême elle est « chassée avec ses femmes sans un seul fil sur le dos ». Elle meurt après cette date dans des circonstances inconnues. Elle était surement déjà décédée lorsque son fils Henri réussi à se rétablir sur le trône en 1093.